# S.O.S. Die Insel der Tränen
S.O.S. Die Insel der Tränen ist ein deutsches Stummfilmdrama aus dem Jahre 1923. Unter der Regie Lothar Mendes spielen Lya de Putti und Paul Wegener die Hauptrollen.

## Handlung
Lilian Harding gerät während einer Schiffsreise in Seenot und erleidet Schiffbruch. Auf einer Insel gestrandet, ist der Matrose Jack ihr einziger Begleiter. Jack, ein grober, ungeschlachter und ungehobelter Klotz, vergewaltigt sie eines Tages. Als beide später gerettet werden und Lilian ein neues Leben an der Seite eines Kapitäns, den sie schließlich heiratet, beginnen möchte, benutzt der skrupellose Matrose sein Wissen um ihre durch seinen Gewaltakt verlorene Unschuld und erpresst sie auch noch. Lilian sieht bald keinen anderen Ausweg mehr, als den Freitod zu suchen, da erhält sie Hilfe von ungeahnter Seite, als einige Spießgesellen Jacks diesen umbringen.

## Produktionsnotizen
S.O.S. Die Insel der Tränen passierte am 8. Oktober 1923 die Filmzensur und wurde am 1. November 1923 in Berlins Alhambra uraufgeführt. Der fünfaktige Film besaß eine Länge von 1832 Metern Länge und erhielt Jugendverbot. In Österreich lief der Streifen am 12. September 1924 an.
Walter Reimann entwarf die Filmbauten, die Fritz Lück ausführte. Für Wegeners damalige Gattin Lyda Salmonova war dies die letzte Filmrolle.

## Kritik
In Paimann’s Filmlisten ist zu lesen: „Das Sujet ist, wenn auch sehr düster und stark realistisch, nichtsdestoweniger äußerst packend gearbeitet, die Darstellung ausgezeichnet., die Photos sehr gut. Imposante Meeresbilder seien besonders erwähnt.“